# Susana Correia
Susana Alexandra Lopes Correia (10 de junho de 1976) é uma assistente técnica, deputada e política portuguesa. Ela é deputada à Assembleia da República na XIV legislatura pelo Partido Socialista.